# لوئیزائو
لوئیز گوستاوو اولیویرا دا سیلوا معروف به لوئیزائو (انگلیسی: Luizão؛ زادهٔ ۸ مارس ۲۰۰۲) بازیکن فوتبال اهل برزیل است.